# Manciet
Manciet är en kommun i departementet Gers i regionen Occitanien i sydvästra Frankrike. Kommunen ligger i kantonen Nogaro som tillhör arrondissementet Condom. År 2022 hade Manciet 761 invånare.

## Befolkningsutveckling
Antalet invånare i kommunen Manciet
Referens:INSEE